# Водзіслав (гміна)
Гміна Водзіслав (пол. Gmina Wodzisław) — місько-сільська гміна у східній Польщі. Належить до Єнджейовського повіту Свентокшиського воєводства.
Станом на 31 грудня 2011 у гміні проживало 7440 осіб.
Статус з сільської на місько-сільську змінено 1 січня 2021 року.

## Територія
Згідно з даними за 2007 рік площа гміни становила 176.66 км², у тому числі:
- орні землі: 82.00%
- ліси: 12.00%

Таким чином, площа гміни становить 14.06% площі повіту.

## Населення
Станом на 31 грудня 2011:
| Опис     | Загалом | Загалом | Чоловіки | Чоловіки | Жінки | Жінки |
| -------- | ------- | ------- | -------- | -------- | ----- | ----- |
| одиниця  | осіб    | %       | осіб     | %        | осіб  | %     |
| все      | 7440    | 100     | 3718     | 49.97    | 3722  | 50.03 |
| міське   | 0       | 100     | 0        |          | 0     |       |
| сільське | 7440    | 100     | 3718     | 49.97    | 3722  | 50.03 |

## Сусідні гміни
Гміна Водзіслав межує з такими гмінами: Дзялошице, Єнджеюв, Козлув, Ксьонж-Велькі, Міхалув, Сендзішув.